# Новая Жизнь (Добрушский район)
Новая Жизнь (бел. Новае Жыццё) — посёлок в Переростовском сельсовете Добрушского района Гомельской области Республики Беларусь.

## География
В 10 км на юг от районного центра Добруш и железнодорожной станции в этом городе, в 38 км от Гомеля.

## Транспортная система
Рядом автодорога Хорошевка — Добруш. В деревне 3 жилых дома (2004 год). Планировка состоит из короткой прямолинейной улицы с меридиональной направленностью. Застройка редкая, деревянными домами усадебного типа.

## Экология и природа
Возле посёлка есть месторождение глины.

## История
Основан в начале 1920-х годов переселенцами с соседних деревень на бывших помещичьих землях.
С 8 декабря 1926 года до 30 декабря 1927 года центр Новожизненского сельсовета Добрушского, с 4 августа 1927 года Тереховского районов Гомельского округа.
В 1930 году жители вступили в колхоз.
Во время Великой Отечественной войны в сентябре 1943 года оккупанты полностью сожгли посёлок.
В 1959 году в составе колхоза имени М.И. Калинина с центром в деревне Перерост.

## Население

### Численность
- 2004 год — 3 двора, 3 жителей

### Динамика
- 1940 год — 8 дворов, 40 жителей
- 1959 год — 58 жителей (согласно переписи)
- 2004 год — 3 двора, 3 жителей

## Известные лица
- Московкина, Евдокия Яковлевна (род. 1928) — ветеран труда.